# Sentinelle (navire)
Pour les articles homonymes, voir Sentinelle.
La Sentinelle est un navire de type chalutier armé de la Marine française, en service de 1919 à 1945. 